# Giro di Germania 2007
Il Giro di Germania 2007, trentunesima edizione della corsa, si svolse in nove tappe dal 10 al 18 agosto 2007 per un percorso di 1 292,5 km. Fu vinto dal tedesco Jens Voigt, che terminò la gara in 30h 57' 21" alla media di 41,753 km/h davanti allo statunitense Levi Leipheimer e allo spagnolo David López García.
Le classifiche minori furono appannaggio di Erik Zabel, Niki Terpstra e Robert Gesink, rispettivamente vincitori della classifica a punti, di quella scalatori e di quella giovani. 
Voigt riuscì ad aggiudicarsi la vittoria finale avvantaggiandosi prima nelle 2 corse a cronometro (conquistò sia quella a squadre che quella individuale) e restando in testa dalla seconda tappa in poi ininterrottamente. L'altro corridore che indossò la maglia di leader, provvisoriamente, fu l'altro tedesco Robert Forster, vincitore della prima tappa a Saarbrücken.

## Tappe
| Tappa  | Data      | Percorso                          | km      | Vincitore di tappa | Leader cl. generale |
| ------ | --------- | --------------------------------- | ------- | ------------------ | ------------------- |
| 1ª     | 10 agosto | Saarbrücken > Saarbrücken         | 183,7   | Robert Förster     | Robert Förster      |
| 2ª     | 11 agosto | Bretten (Cron. a squadre)         | 42,2    | Team CSC           | Jens Voigt          |
| 3ª     | 12 agosto | Pforzheim > Offenburg             | 181,8   | Erik Zabel         | Jens Voigt          |
| 4ª     | 13 agosto | Singen > Sonthofen                | 183,8   | Damiano Cunego     | Jens Voigt          |
| 5ª     | 14 agosto | Sonthofen > Sölden (AUT)          | 157,6   | David López García | Jens Voigt          |
| 6ª     | 15 agosto | Längenfeld (AUT) > Kufstein (AUT) | 175,0   | Gerald Ciolek      | Jens Voigt          |
| 7ª     | 16 agosto | Kufstein (AUT) > Ratisbona        | 192,2   | Gerald Ciolek      | Jens Voigt          |
| 8ª     | 17 agosto | Fürth (Cron. individuale)         | 33,1    | Jens Voigt         | Jens Voigt          |
| 9ª     | 18 agosto | Einbeck > Hannover                | 143,1   | Gerald Ciolek      | Jens Voigt          |
| Totale | Totale    | Totale                            | 1 292,5 |                    |                     |

## Squadre partecipanti
Alla manifestazione hanno partecipato 23 squadre: 19 del Pro-Tour (tutte tranne la Astana) più quattro wild-card: Skil-Shimano, Team Volksbank, Team Wiesenhof-Felt e Elk Haus-Simplon.
| N.      | Cod. | Squadra               |
| ------- | ---- | --------------------- |
| 1-8     | CSC  | Team CSC              |
| 11-18   | GST  | Gerolsteiner          |
| 31-38   | DSC  | Discovery Channel     |
| 41-48   | LAM  | Lampre-Fondital       |
| 51-58   | GCE  | Caisse d'Epargne      |
| 61-68   | TMO  | T-Mobile Team         |
| 71-78   | LIQ  | Liquigas              |
| 81-88   | SDV  | Saunier Duval-Prodir  |
| 91-98   | RAB  | Rabobank              |
| 101-108 | EUS  | Euskaltel-Euskadi     |
| 111-118 | PRL  | Predictor-Lotto       |
| 121-128 | QSI  | Quick Step-Innergetic |

| N.      | Cod. | Squadra                          |
| ------- | ---- | -------------------------------- |
| 131-138 | A2R  | AG2R Prévoyance                  |
| 141-148 | MRM  | Team Milram                      |
| 151-157 | COF  | Cofidis, le Crédit par Téléphone |
| 161-168 | C.A  | Crédit Agricole                  |
| 171-178 | FDJ  | Française des Jeux               |
| 181-188 | BTL  | Bouygues Télécom                 |
| 191-198 | UNI  | Unibet.com                       |
| 201-208 | VBG  | Volksbank-Vorarlberg             |
| 211-218 | WIE  | Team Wiesenhof-Felt              |
| 221-228 | ELK  | ELK Haus-Simplon                 |
| 231-238 | SKS  | Skil-Shimano                     |

## Dettagli delle tappe

### 1ª tappa
- 10 agosto: Saarbrücken > Saarbrücken – 183,7 km

Risultati
| Pos. | Corridore         | Squadra      | Tempo    |
| ---- | ----------------- | ------------ | -------- |
| 1    | Robert Förster    | Gerolsteiner | 4h24'16" |
| 2    | Danilo Napolitano | Lampre       | s.t.     |
| 3    | Erik Zabel        | Team Milram  | s.t.     |

| Pos. | Corridore          | Squadra      | Tempo    |
| ---- | ------------------ | ------------ | -------- |
| 1    | Robert Förster     | Gerolsteiner | 4h24'06" |
| 2    | Maarten den Bakker | Skil-Shimano | a 2"     |
| 3    | Danilo Napolitano  | Lampre       | a 4"     |

### 2ª tappa
- 11 agosto: Bretten - Cronometro a squadre - 42,2 km

Risultati
| Pos. | Squadra                            | Tempo  |
| ---- | ---------------------------------- | ------ |
| 1    | Team CSC                           | 51'40" |
| 2    | Discovery Channel Pro Cycling Team | a 25"  |
| 3    | Team Gerolsteiner                  | a 52"  |

| Pos. | Corridore         | Squadra  | Tempo    |
| ---- | ----------------- | -------- | -------- |
| 1    | Jens Voigt        | Team CSC | 5h15'55" |
| 2    | Fabian Cancellara | Team CSC | a 1"     |
| 3    | Bobby Julich      | Team CSC | s.t.     |

### 3ª tappa
- 12 agosto: Pforzheim > Offenburg - 181,8 km

Risultati
| Pos. | Corridore          | Squadra      | Tempo    |
| ---- | ------------------ | ------------ | -------- |
| 1    | Erik Zabel         | Team Milram  | 4h49'25" |
| 2    | José Joaquín Rojas | C. d'Epargne | s.t.     |
| 3    | Bradley McGee      | F. des Jeux  | s.t.     |

| Pos. | Corridore          | Squadra  | Tempo    |
| ---- | ------------------ | -------- | -------- |
| 1    | Jens Voigt         | Team CSC | 5h15'55" |
| 2    | Bobby Julich       | Team CSC | a 1"     |
| 3    | Aleksandr Kolobnev | Team CSC | s.t.     |

### 4ª tappa
- 13 agosto: Singen > Sonthofen – 183,8 km

Risultati
| Pos. | Corridore          | Squadra      | Tempo    |
| ---- | ------------------ | ------------ | -------- |
| 1    | Damiano Cunego     | Lampre       | 4h28'06" |
| 2    | Davide Rebellin    | Gerolsteiner | s.t.     |
| 3    | David López García | C. d'Epargne | s.t.     |

| Pos. | Corridore            | Squadra       | Tempo     |
| ---- | -------------------- | ------------- | --------- |
| 1    | Jens Voigt           | Team CSC      | 14h33'31" |
| 2    | Chris Anker Sørensen | Team CSC      | a 1"      |
| 3    | George Hincapie      | Discovery Ch. | a 27"     |

### 5ª tappa
- 14 agosto: Sonthofen > Sölden (Austria) – 157,6 km

Risultati
| Pos. | Corridore          | Squadra      | Tempo    |
| ---- | ------------------ | ------------ | -------- |
| 1    | David López García | C. d'Epargne | 4h21'07" |
| 2    | Jens Voigt         | Team CSC     | a 12"    |
| 3    | Robert Gesink      | Rabobank     | a 20"    |

| Pos. | Corridore          | Squadra      | Tempo     |
| ---- | ------------------ | ------------ | --------- |
| 1    | Jens Voigt         | Team CSC     | 18h54'44" |
| 2    | David López García | C. d'Epargne | a 33"     |
| 3    | Robert Gesink      | Rabobank     | a 1'14"   |

### 6ª tappa
- 15 agosto: Längenfeld (Austria) > Kufstein (Austria) – 175 km

Risultati
| Pos. | Corridore          | Squadra       | Tempo    |
| ---- | ------------------ | ------------- | -------- |
| 1    | Gerald Ciolek      | T-Mobile Team | 3h57'40" |
| 2    | Danilo Napolitano  | Lampre        | s.t.     |
| 3    | José Joaquín Rojas | C. d'Epargne  | s.t.     |

| Pos. | Corridore          | Squadra      | Tempo     |
| ---- | ------------------ | ------------ | --------- |
| 1    | Jens Voigt         | Team CSC     | 22h52'24" |
| 2    | David López García | C. d'Epargne | a 33"     |
| 3    | Robert Gesink      | Rabobank     | a 1'14"   |

### 7ª tappa
- 16 agosto: Kufstein (Austria) > Ratisbona – 192,2 km

Risultati
| Pos. | Corridore          | Squadra       | Tempo    |
| ---- | ------------------ | ------------- | -------- |
| 1    | Gerald Ciolek      | T-Mobile Team | 4h08'20" |
| 2    | Erik Zabel         | Team Milram   | s.t.     |
| 3    | José Joaquín Rojas | C. d'Epargne  | s.t.     |

| Pos. | Corridore          | Squadra      | Tempo     |
| ---- | ------------------ | ------------ | --------- |
| 1    | Jens Voigt         | Team CSC     | 27h00'44" |
| 2    | David López García | C. d'Epargne | a 33"     |
| 3    | Robert Gesink      | Rabobank     | a 1'14"   |

### 8ª tappa
- 17 agosto: Fürth – Cronometro individuale – 33,1 km

Risultati
| Pos. | Corridore       | Squadra         | Tempo  |
| ---- | --------------- | --------------- | ------ |
| 1    | Jens Voigt      | Team CSC        | 39'42" |
| 2    | László Bodrogi  | Crédit Agricole | a 14"  |
| 3    | Levi Leipheimer | Discovery Ch.   | a 25"  |

| Pos. | Corridore          | Squadra       | Tempo     |
| ---- | ------------------ | ------------- | --------- |
| 1    | Jens Voigt         | Team CSC      | 27h40'26" |
| 2    | Levi Leipheimer    | Discovery Ch. | a 1'57"   |
| 3    | David López García | C. d'Epargne  | a 2'10"   |

### 9ª tappa
- 18 agosto: Einbeck > Hannover – 143,1 km

Risultati
| Pos. | Corridore     | Squadra         | Tempo    |
| ---- | ------------- | --------------- | -------- |
| 1    | Gerald Ciolek | T-Mobile Team   | 3h16'55" |
| 2    | Erik Zabel    | Team Milram     | s.t.     |
| 3    | Mark Renshaw  | Crédit Agricole | s.t.     |

| Pos. | Corridore          | Squadra       | Tempo     |
| ---- | ------------------ | ------------- | --------- |
| 1    | Jens Voigt         | Team CSC      | 30h57'21" |
| 2    | Levi Leipheimer    | Discovery Ch. | a 1'57"   |
| 3    | David López García | C. d'Epargne  | a 2'10"   |

## Evoluzione delle classifiche
| Tappa              | Vincitore          | Classifica generale Maglia gialla | Classifica a punti Maglia rossa | Classifica scalatori Maglia a pois | Classifica giovani Maglia bianca | Classifica a squadre |
| ------------------ | ------------------ | --------------------------------- | ------------------------------- | ---------------------------------- | -------------------------------- | -------------------- |
| 1ª                 | Robert Förster     | Robert Förster                    | Robert Forster                  | Matej Mugerli                      | Philip Ludescher                 | Bouygues Télécom     |
| 2ª                 | Team CSC           | Jens Voigt                        | Robert Forster                  | Matej Mugerli                      | Andy Schleck                     | Team CSC             |
| 3ª                 | Erik Zabel         | Jens Voigt                        | Erik Zabel                      | Niki Terpstra                      | Andy Schleck                     | Team CSC             |
| 4ª                 | Damiano Cunego     | Jens Voigt                        | José Joaquín Rojas              | Niki Terpstra                      | Chris Anker Sørensen             | Team CSC             |
| 5ª                 | David López García | Jens Voigt                        | José Joaquín Rojas              | Niki Terpstra                      | Robert Gesink                    | Team CSC             |
| 6ª                 | Gerald Ciolek      | Jens Voigt                        | José Joaquín Rojas              | Niki Terpstra                      | Robert Gesink                    | Team CSC             |
| 7ª                 | Gerald Ciolek      | Jens Voigt                        | Erik Zabel                      | Niki Terpstra                      | Robert Gesink                    | Team CSC             |
| 8ª                 | Jens Voigt         | Jens Voigt                        | Erik Zabel                      | Niki Terpstra                      | Robert Gesink                    | Team CSC             |
| 9ª                 | Gerald Ciolek      | Jens Voigt                        | Erik Zabel                      | Niki Terpstra                      | Robert Gesink                    | Team CSC             |
| Classifiche finali | Classifiche finali | Jens Voigt                        | Erik Zabel                      | Niki Terpstra                      | Robert Gesink                    | Team CSC             |

## Classifiche finali

### Classifica generale - Maglia gialla
| Pos. | Corridore            | Squadra       | Tempo     |
| ---- | -------------------- | ------------- | --------- |
| 1    | Jens Voigt           | Team CSC      | 30h57'21" |
| 2    | Levi Leipheimer      | Discovery Ch. | a 1'57"   |
| 3    | David López García   | C. d'Epargne  | a 2'10"   |
| 4    | Leonardo Bertagnolli | Liquigas      | a 3'05"   |
| 5    | Robert Gesink        | Rabobank      | a 3'15"   |
| 6    | Chris Anker Sørensen | Team CSC      | a 4'06"   |
| 7    | Maxime Monfort       | Cofidis       | a 5'22"   |
| 8    | Laurens ten Dam      | Unibet.com    | a 5'26"   |
| 9    | Gustav Larsson       | Unibet.com    | a 6'08"   |
| 10   | Davide Rebellin      | Gerolsteiner  | a 6'16"   |

### Classifica punti
| Pos. | Corridore         | Squadra       | Punti |
| ---- | ----------------- | ------------- | ----- |
| 1    | Erik Zabel        | Team Milram   | 98    |
| 2    | Gerald Ciolek     | T-Mobile Team | 88    |
| 3    | Danilo Napolitano | Lampre        | 62    |
| 4    | Jens Voigt        | Team CSC      | 50    |
| 5    | Robert Förster    | Gerolsteiner  | 46    |

### Classifica scalatori
| Pos. | Corridore          | Squadra      | Punti |
| ---- | ------------------ | ------------ | ----- |
| 1    | Niki Terpstra      | Team Milram  | 23    |
| 2    | David López García | C. d'Epargne | 15    |
| 3    | Jens Voigt         | Team CSC     | 12    |
| 4    | Robert Gesink      | Rabobank     | 12    |
| 5    | Matej Mugerli      | Liquigas     | 9     |

### Classifica giovani
| Pos. | Corridore            | Squadra       | Tempo     |
| ---- | -------------------- | ------------- | --------- |
| 1    | Robert Gesink        | Rabobank      | 31h00'36" |
| 2    | Chris Anker Sørensen | Team CSC      | a 51"     |
| 3    | Maxime Monfort       | Cofidis       | a 2'07"   |
| 4    | Amaël Moinard        | Cofidis       | a 3'08"   |
| 5    | Linus Gerdemann      | T-Mobile Team | a 3'35"   |

### Classifica a squadre
| Pos. | Squadra           | Tempo     |
| ---- | ----------------- | --------- |
| 1    | Team CSC          | 93h02'25" |
| 2    | Discovery Channel | a 6'23"   |
| 3    | Caisse d'Epargne  | a 6'32"   |
| 4    | Rabobank          | a 7'32"   |
| 5    | Team Gerolsteiner | a 10'13"  |

## Punteggi UCI
| Pos.               | Corridore            | Squadra         | Punti |
| ------------------ | -------------------- | --------------- | ----- |
| 1                  | Jens Voigt           | Team CSC        | 55    |
| 2                  | Levi Leipheimer      | Discovery Ch.   | 41    |
| 3                  | David López García   | C. d'Epargne    | 39    |
| 4                  | Leonardo Bertagnolli | Liquigas        | 30    |
| 5                  | Robert Gesink        | Rabobank        | 26    |
| 6                  | Chris Anker Sørensen | Team CSC        | 20    |
| 7                  | Maxime Monfort       | Cofidis         | 15    |
| 8                  | Laurens ten Dam      | Unibet.com      | 10    |
| 9                  | Gerald Ciolek        | T-Mobile Team   | 9     |
| 10                 | Erik Zabel           | Team Milram     | 8     |
| 11                 | Gustav Larsson       | Unibet.com      | 5     |
| 12                 | Davide Rebellin      | Gerolsteiner    | 4     |
| Danilo Napolitano  | Lampre               | 4               |       |
| José Joaquín Rojas | C. d'Epargne         | 4               |       |
| 15                 | Robert Förster       | Gerolsteiner    | 3     |
| Damiano Cunego     | Lampre               | 3               |       |
| 17                 | László Bodrogi       | Crédit Agricole | 2     |
| 18                 | Bradley McGee        | F. des Jeux     | 1     |
| Mark Renshaw       | Crédit Agricole      | 1               |       |

| Pos. | Squadra                            | Punti |
| ---- | ---------------------------------- | ----- |
| 1    | Team CSC                           | 20    |
| 2    | Discovery Channel Pro Cycling Team | 19    |
| 3    | Caisse d'Epargne                   | 18    |
| 4    | Rabobank                           | 17    |
| 5    | Gerolsteiner                       | 16    |
| 6    | Liquigas                           | 15    |
| 7    | Unibet.com                         | 14    |
| 8    | Cofidis, le Crédit par Téléphone   | 13    |
| 9    | AG2R Prévoyance                    | 12    |
| 10   | Lampre-Fondital                    | 11    |
| 11   | Predictor-Lotto                    | 10    |
| 12   | T-Mobile Team                      | 8     |
| 13   | Quick Step-Innergetic              | 7     |
| 14   | Euskaltel-Euskadi                  | 6     |
| 15   | Saunier Duval-Prodir               | 5     |
| 16   | Crédit Agricole                    | 4     |
| 17   | La Française des Jeux              | 3     |

| Pos.      | Nazione     | Punti |
| --------- | ----------- | ----- |
| 1         | Germania    | 75    |
| 2         | Spagna      | 43    |
| 3         | Stati Uniti | 41    |
| Italia    | 41          |       |
| 5         | Paesi Bassi | 36    |
| 6         | Danimarca   | 20    |
| 7         | Belgio      | 15    |
| 8         | Svezia      | 5     |
| 9         | Ungheria    | 2     |
| 10        | Regno Unito | 1     |
| Australia | 1           |       |